# 紅寶石雷射

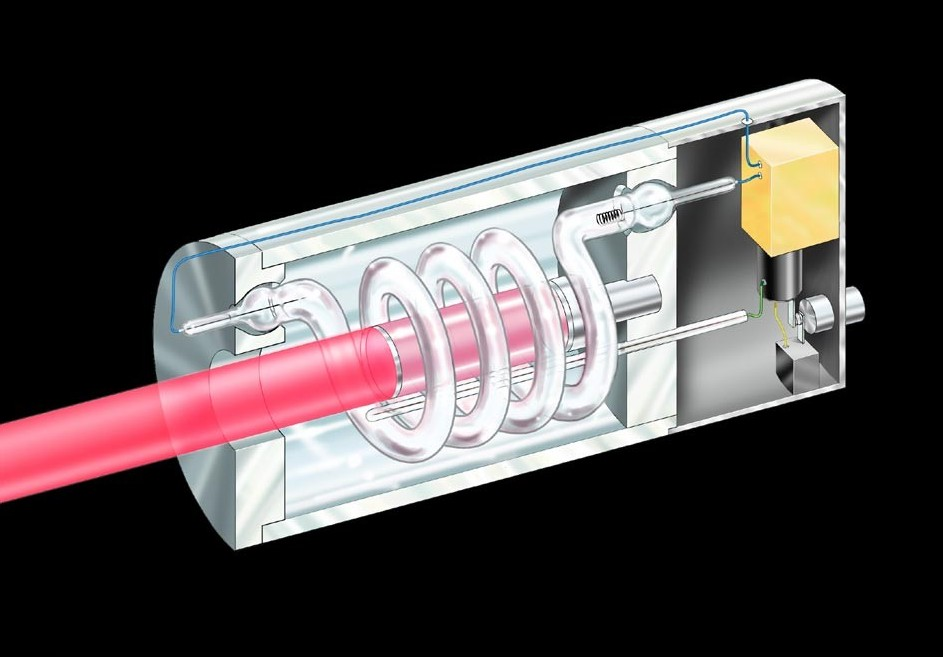
第一副紅寶石雷射儀器設計略圖。

紅寶石雷射（英語：Ruby laser），是固態雷射的一種，以紅寶石為介質產生。紅寶石雷射產生波長694.3nm的可見光脈衝，顏色為深紅色。由美國物理學家西奥多·梅曼於1960年5月16日首次製作出來。

## 歷史
1958年，查尔斯·汤斯與阿瑟·肖洛發表論文，討論光學邁射的可能性。在此之後，學者開始企圖根據這些理論來建立可行的模型。
1960年，西奥多·梅曼首次根據光學邁射的理論，實作出紅寶石雷射。
1961年， R.W. Hellwarth發明Q开关，使散射的光線可以集中在單一脈衝中。
1962年，當時在貝爾實驗室工作的威拉德·博伊尔，實做出第一個連續的紅寶石雷射。